# Käpt’n Blaubär Mini-Club
Der Käpt’n Blaubär Mini-Club war eine Kindersendung und Ableger der Puppentrickserie Käpt’n Blaubärs Seemansgarn in der Sendung mit der Maus. Neunundzwanzig Folgen wurden von 1994 bis 1996 vom Westdeutschen Rundfunk produziert und ab 1997 im Kinderkanal und WDR Fernsehen ausgestrahlt.
In der Sendung  waren die bekannten Figuren Käpt’n Blaubär (Wolfgang Völz), Hein Blöd (Edgar Hoppe) und die drei Bärchen Gelb, Grün und Rosa zu sehen. Auch die vegetarische fleischfressende Blume Karin (Edith Hancke) und das Flöt traten auf. Im Gegensatz zum Käpt’n Blaubär Club bestand die Serie lediglich aus Geschichten um Käpt’n Blaubär und die anderen Charaktere. Diese Geschichten wurden unterschiedlich thematisiert, so gab es unter anderem die Rubriken „Hein Blöds wunderbare Welt der Wissenschaft“ (in der Hein Blöd eine Erfindung zusammen mit Karin als kritischer Assistentin vorzeigen will, die dann auch auf ihre Weise funktioniert), „Käpt’n Blaubärs kuriose Kombüsenküche“ (in der Käpt’n Blaubär mit gespieltem französischem Akzent ein Gericht kochen will, nicht zu verwechseln mit der gleichnamigen Reihe aus Blaubär und Blöd), „Käpt’n Blaubärs magische Minimärchen“ (Käpt’n Blaubär beginnt seine Geschichten immer mit „Vor langer, langer Zeit, als das Lügen noch geholfen hat, da gab es einmal...“), „Käpt’n Blaubärs unglaubliche Nachrichten“ und „Karins Plauderecke“. Außerdem wurden die besten Geschichten aus dem Käpt’n Blaubär Club gezeigt.

## Episoden
1. Der Superklebstoff
2. Die Runtersteigleiter
3. Von der langsamen Maus
4. Der Ekelburger
5. Vom verrückten Huhn
6. Der Meteoritenhelm
7. Ungenaue Nachrichten
8. Leberwurst Billy
9. Vom Meerschweinchen
10. Die Mützenpest
11. Die Vampirsuppe
12. Rübezahl
13. Kichererbsen
14. Der Allesfinder
15. Die schüchterne Miesmuschel
16. Die Nebelsuppe
17. Der Blödfisch
18. Der König des Waldes
19. Die Aufräummaschine
20. Der Strandgutlauf
21. Geistermahl
22. Die Zauberbohnen
23. Die schwarze Pampe
24. Die Liebesperlen
25. Die Pommeszähler
26. Der Eisberg
27. Die Mondmaus
28. Hein am Stiel
29. Der Walfisch